# Ameletus cryptostimulus
Ameletus cryptostimulus är en dagsländeart som beskrevs av Frank Louis Carle 1978. Ameletus cryptostimulus ingår i släktet Ameletus och familjen Ameletidae. Inga underarter finns listade i Catalogue of Life.